# T.O.P
Choi Seung-hyun (hangul: 최승현; hanja: 崔勝鉉; rr: Choe Seung-hyeon; MR: Ch'oe Sŭnghyŏn; nascido em 4 de novembro de 1987), mais conhecido pelo nome artístico T.O.P (hangul: 탑), é um rapper, compositor, produtor musical, ator e modelo sul-coreano. Ele apresentava-se como um rapper underground antes de integrar a YG Entertainment como um trainee. Em 2006, conquistou proeminência ao estrear como membro do grupo Big Bang e mais tarde em sua subunidade de nome GD&TOP. Sua estreia como solista ocorreu em 2010, através do lançamento do single digital "Turn It Up", que foi seguido três anos depois de "Doom Dada" (2013), os singles atingiram as posições de número dois e quatro, respectivamente, na parada Gaon Digital Chart.
Em 2007, T.O.P realizou sua estreia como ator através do drama televisivo I Am Sam (2007), seguido de Iris (2009) e do filme para a televisão Nineteen (2009). No ano seguinte, realizou sua estreia no cinema com o filme 71: Into the Fire (2010), pelo qual recebeu diversos prêmios incluindo o de Melhor Ator Revelação no Blue Dragon Film Awards e no Baeksang Arts Awards. Nos anos seguintes, T.O.P conquistou papéis de destaque em Commitment (2013), pelo qual recebeu o prêmio de Ator Revelação Asiático do Ano no Busan International Film Festival, além de estrelar os filmes Tazza: The Hidden Card (2014) e Out of Control (2017).

## Biografia e carreira

### 1987–2005: Infância e adolescência
Nascido e criado em Seul, Coreia do Sul, Choi Seung-hyun é o sobrinho-neto do artista pioneiro em arte abstrata coreana Kim Whanki e cresceu em contato com arte devido à sua família. Desde tenra idade, Choi se interessou pelo hip hop. Mais tarde, ele e seu futuro companheiro de grupo, Kwon Ji-yong, tornaram-se "amigos de vizinhança no ensino fundamental" e frequentemente dançavam e faziam rap juntos. Mesmo após Kwon mudar-se e com o posterior afastamento de ambos, ele contatou-o novamente quando a YG Entertainment estava procurando por possíveis candidatos para criar um grupo masculino. Neste período, Choi se apresentava em diversos palcos alternativos em clubes de hip hop e havia se estabelecido como um conhecido rapper underground sob o nome artístico de "Tempo", além disso, havia se tornado o vencedor da competição Rap Battle promovida pela rádio KBS em 2003. Após o contato e a fim de integrar a YG Entertainment como um trainee, ele e Kwon gravaram diversas demos e enviaram ao CEO Yang Hyun-suk, que mais tarde deu a Choi, a oportunidade de realizar uma audição. Apesar disso ele foi rejeitado pela agência, que o considerou acima do peso para se encaixar na "imagem idealista" de um ídolo. Através do desejo de integrar a mesma como um trainee, Choi perdeu vinte quilos em quarenta dias. Ele comentou sobre o episódio dizendo: "Eu fui para casa e me exercitei muito porque queria me juntar a YG Entertainment". Dessa forma, seis meses depois, ele retornou com o intuito de realizar uma nova audição onde foi bem sucedido e aceito a integrar a mesma como um trainee.

### 2006–2007: Estreia com o Big Bang e início da carreira solo
Choi recebeu o nome artístico de T.O.P, vindo do cantor e companheiro de YG Entertaiment, Seven. E ao lado de Kwon (utilizando o nome artístico de G-Dragon), foram pareados em 2006 com outros quatro trainees (Taeyang, Daesung, Seungri e Hyun-seung) a fim de formar o grupo Big Bang. Sua formação foi transmitida na televisão através de um documentário. Antes de sua estreia oficial, Hyun-seung foi eliminado e o grupo fez sua estreia oficial com cinco membros, tendo T.O.P a função de ser seu rapper principal.
Para sua estreia, o Big Bang lançou três álbuns singles que precederam o lançamento de seu primeiro álbum de estúdio, Big Bang Vol.1 - Since 2007 (2006), que incluiu a primeira canção solo de T.O.P intitulada "Big Boy".
Após lançar materiais com o Big Bang e contribuir para o álbum Rush da cantora Lexy em abril de 2007, T.O.P desempenhou uma participação no vídeo musical da canção "Hello" do cantor Red Roc. Posteriormente, ele realizou sua estreia como ator através do drama de comédia romântica I Am Sam da emissora KBS2. E apesar de sua preferência de querer utilizar apenas seu nome artístico ao atuar, acreditando que reflete mais seu lado profissional, T.O.P costuma ser creditado como ator com seu nome real e seu nome artístico incluído entre parênteses. Em 10 de novembro de 2007, ele tornou-se apresentador do programa Show! Music Core da MBC, onde permaneceu até o mês de abril do ano seguinte.

### 2008–2010: Desenvolvimento da carreira solo, atuação eGD&TOP

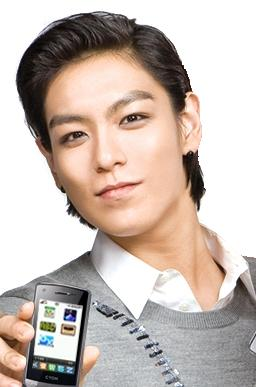
T.O.P em campanha publicitária de 2009.

Durante o ano de 2008, T.O.P realizou colaborações com a cantora Gummy em sua canção "I'm Sorry", com Uhm Jung-Hwa na canção "D.I.S.C.O" e por fim com Zia, em sua canção "I Only See You". Ele ainda ingressou na Universidade Dankook, no departamento de Teatro. Durante a maior parte do ano seguinte, o mesmo passou contribuindo com as atividades promocionais do Big Bang, contudo, ele retornou a atuação através do aclamado drama de ação e espionagem Iris (2009), interpretando um antagonista assassino. Adicionalmente, um single intitulado "Hallelujah" foi gravado por ele, Taeyang e G-Dragon, a fim de compor sua trilha sonora. Após Iris, T.O.P e seu companheiro de Big Bang, Seungri, atuaram no filme para televisão de suspense adolescente Nineteen. A dupla lançou o single "Because" como sua trilha sonora.
Em junho de 2010, T.O.P realizou sua estreia no cinema ao estrelar o filme de guerra 71: Into the Fire, que atingiu um milhão de espectadores em uma semana. Sua atuação de um aluno-soldado na guerra da Coreia foi bem recebida, o levando a vencer diversos prêmios de Melhor Ator Revelação em premiações locais. Simultaneamente, ele começou a preparar-se para sua estreia solo musical. Durante o concerto Big Show do Big Bang, realizado em janeiro de 2010, T.O.P executou seu novo single "Turn It Up". Através dele, tornou-se o primeiro artista sul-coreano a ter sua canção lançada mundialmente no iTunes. "Turn It Up" alcançou a primeira posição na Gaon Download Chart e vendeu mais de 1,3 milhão de cópias digitais naquele ano.
No fim do ano de 2010, T.O.P e G-Dragon formaram uma subunidade e lançaram seu álbum de estreia autointitulado GD&TOP. Antes de seu lançamento, a dupla realizou uma apresentação mundial na Times Square de Yeongdeungpo em Seul, que foi transmitido ao vivo pela plataforma de vídeos YouTube. Para sua promoção, os singles "High High", "Oh Yeah" e "Knock Out" foram lançados. Os três singles alcançaram as posições de número três, dois e cinco, respectivamente, na Gaon Digital Chart.
O álbum foi lançado na véspera de Natal e estreou em número um na Gaon Albums Chart, obtendo uma pré-venda de duzentas mil cópias.

### 2011–2016: Foco na atuação e outras atividades

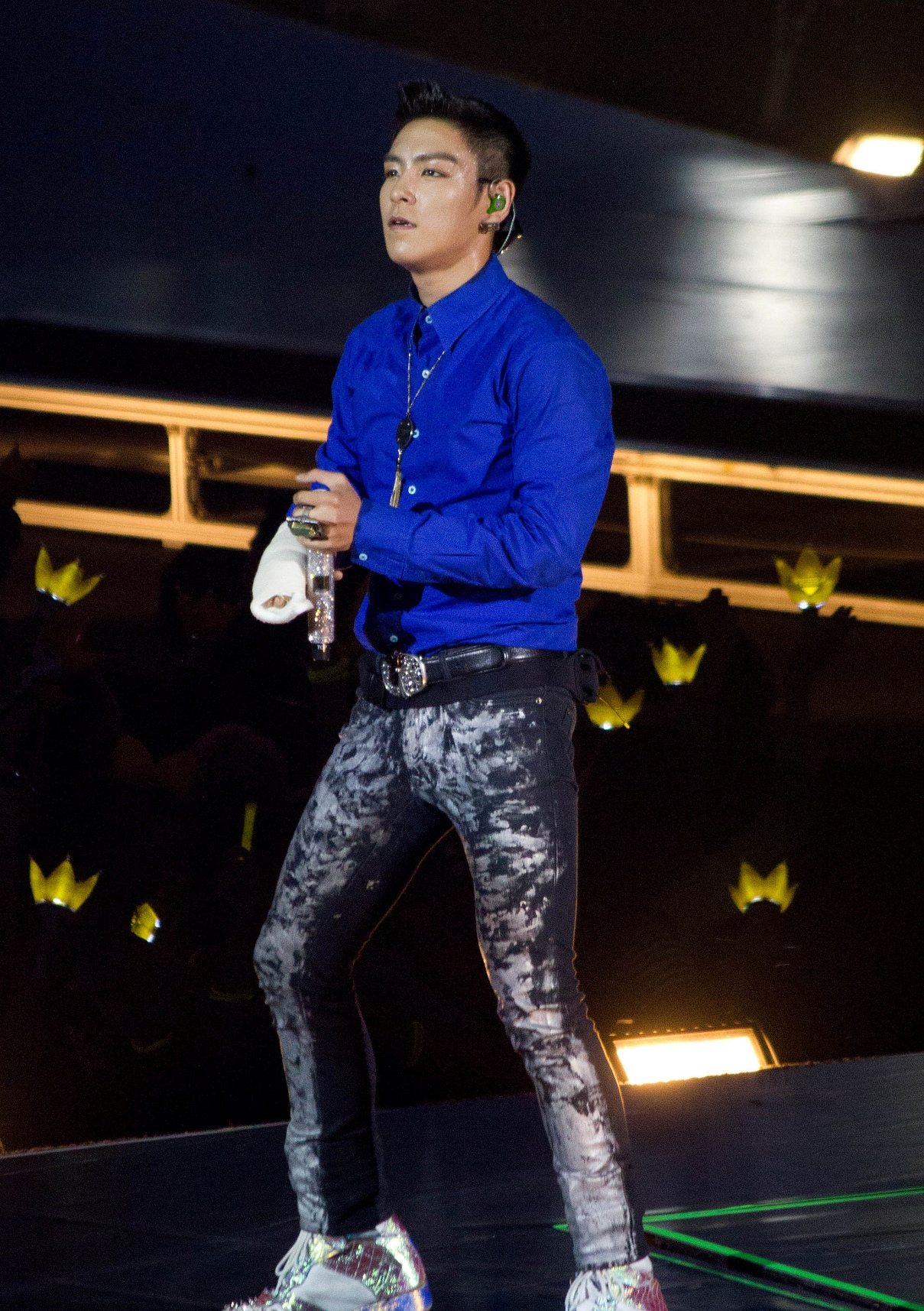
T.O.P apresentando-se na turnê Alive Galaxy Tour do Big Bang em 2012.

Durante os anos de 2011 e 2012, T.O.P realizou atividades promocionais como membro do Big Bang. Quando as mesmas encerraram-se, ele voltou a focar-se na atuação estrelando o filme de drama e espionagem Commitment (2013), onde interpretou o filho de um espião norte-coreano. Durante as filmagens de uma cena do mesmo, T.O.P feriu sua mão com um fragmento de vidro e precisou realizar uma cirurgia, apesar disso, ele continuou a apresentar-se com o Big Bang, em sua turnê mundial Alive Galaxy Tour. Por seu papel em Commitment, ele venceu o prêmio Rookie do Asia Star Awards, realizado durante o Busan International Film Festival. Ainda no mesmo ano, T.O.P foi destaque juntamente com G-Dragon, na canção "Dancing On My Own", pertencente a edição japonesa do álbum Young Foolish Happy da cantora inglesa Pixie Lott.
Em 2013, T.O.P foi eleito um dos símbolos sexuais mais quentes do ano pela revista Rolling Stone. Em novembro, ele lançou seu segundo single digital de nome "Doom Dada". Mesmo sem apelo comercial e promoções, a canção atingiu a posição de número quatro na Gaon Digital Chart e de número três na estadunidense Billboard World Digital Songs. O single foi executado pela primeira vez ao vivo durante a premiação Mnet Asian Music Awards realizada no mês de novembro em Hong Kong e posteriormente, foi eleita pela revista Dazed como a melhor canção de K-pop do ano de 2013. No ano seguinte, T.O.P estrelou o filme de ação e drama Tazza: The Hidden Card, baseado no manhwa de mesmo nome. Em 2015, ele dedicou-se as atividades promocionais do Big Bang, adicionalmente, fez sua estreia como um designer de móveis através de uma colaboração com a empresa suíça de móveis Vitra, lhe rendendo mais tarde, um prêmio no Prudential Eye Awards. Ainda no mesmo ano, T.O.P voltou a integrar as atividades promocionais do Big Bang e estrelou o web drama de romance Secret Message da CJ E&M, lançado no fim de 2015. Para a sua trilha sonora, ele compôs a canção "Hi Haruka", não lançada comercialmente. No ano seguinte, T.O.P passou a maior parte do ano em turnê e promovendo materiais do Big Bang e realizou as gravações do filme alemão-chinês Out of Control.

### 2017–2018: Serviço militar obrigatório e controvérsia
T.O.P iniciou seu serviço militar obrigatório em 9 de fevereiro de 2017, no centro de treinamento do exército em Nonsan, província de Chungcheong do Sul, como um soldado do serviço ativo. Após quatro semanas, passou a servir como um oficial de polícia recruta pela Polícia Metropolitana de Seul. Mais tarde em junho, foi anunciado que ele seria processado pelo uso de maconha durante quatro ocasiões do ano anterior. Ele foi transferido para uma nova divisão da polícia a fim de aguardar o aviso de acusação. Alguns dias depois, T.O.P foi encontrado inconsciente no quartel da polícia, devido a quantidade de medicamento prescrito contra ansiedade a base de benzodiazepina que ingeriu, e foi hospitalizado. No mês seguinte, ele recebeu a sentença final de dois anos de liberdade condicional. Adicionalmente, a Agência de Polícia Metropolitana de Seul revisou sua condição e concluiu que o mesmo não era apto a retomar o serviço em sua posição anterior. T.O.P recebeu o status de reservista pelo Ministério da Defesa Nacional, a fim de completar seu serviço militar obrigatório como funcionário do serviço público.
Em 26 de janeiro de 2018, ele retomou seu serviço militar obrigatório como um funcionário do serviço público no Centro de Artes e Artesanato de Yongsan. T.O.P foi dispensado em 6 de julho de 2019, sua dispensa ocorreu oficialmente dois dias depois.

### 2022-presente: Saída de T.O.P da agência YG e do Big Bang
Em fevereiro de 2022 o T.O.P, anunciou a sua saída da empresa após 16 anos de contrato exclusivo. "Respeitamos o desejo de T.O.P de ampliar o escopo de suas atividades individuais além de suas promoções com o BIGBANG. Ele chegou a um acordo sobre isso com os outros membros", afirmou a YG, segundo o Soompi.
A saída de T.O.P não iria impedir de participar das atividades do BIGBANG no futuro.
Em maio de 2023, o artista publicou um vídeo em um estúdio. "Trabalhando nos meus álbuns", escreveu T.O.P na legenda. Um internauta o perguntou sobre o grupo e foi respondido. "Eu já saí [do BIGBANG]", disse o rapper.
"Eu já falei para vocês que estou saindo e indo para um novo capítulo da minha vida desde o ano passado", acrescentou T.O.P.

## Características artísticas

### Estilo musical e voz
Desde que T.O.P desenvolveu seu interesse musical, ele tem sido influenciado pelo hip hop, tornando o gênero seu principal estilo de música. Seus dois singles digitais, "Turn It Up" e "Doom Dada", são baseados no mesmo, com o último atraindo aclamação da crítica por seus "ritmos líricos convidativos e alienantes", levando-o a ser considerado como a principal liderança da evolução do K-pop pela revista Dazed. Enquanto trabalhava em materiais com G-Dragon para sua subunidade, a dupla experimentou estilos musicais diferentes na tentativa de criar seu próprio estilo, o que a levou para um som majoritariamente de hip hop. Ademais, T.O.P inclui em suas preferências musicais a música clássica e músicos como a banda de rock inglesa Pink Floyd. Ele considera seu papel como músico, como sendo uma grande influência em tornar-se mais emocional em seu trabalho de atuação. Em sua atividade como compositor, T.O.P é conhecido por editar suas letras inúmeras vezes, além disso desenha inspirações de "coisas que não falam. [De] objetos bonitos em vez de pessoas" neste processo.
T.O.P possui uma extensão vocal do tipo baixo. Seu timbre grave de rap foi observado pelo colunista Jeff Benjamin da Billboard, como sendo bem conhecido. Para Tamar Herman também escrevendo para a Billboard, o rap de TOP é "uma parte essencial" no som de seu grupo e acrescenta que ele tende a oferecer um "tom confiante, quase zombeteiro" ao mesmo. Já Adrienne Stanley do website KpopStarz, elogia-o por sua "velocidade e precisão" ao entregar suas linhas de rap.

## Filantropia
Ao longo de sua carreira, T.O.P tem apoiado organizações e ações de caridade. Em agosto de 2014, ele juntou-se ao Ice Bucket Challenge, uma campanha internacional criada para conscientização e desenvolvimento de tratamento médico para a doença de Lou Gehrig, também conhecida como Esclerose lateral amiotrófica (ELA). T.O.P  realizou uma doação para a Seungil Hope Foundation, uma organização sul-coreana sem fins lucrativos coreana que promove auxílio aos portadores da doença. Em outubro de 2016, ele realizou uma parceria com a casa de leilões britânica Sotheby's, para curadoria de uma coleção de arte contemporânea, como parte de um leilão de caridade especial da Sotheby's em Hong Kong. Nomeado como #TTTOP, o leilão disponibilizou um conjunto de 28 obras de artistas asiáticos e ocidentais. Parte de seus lucros foram doados a organização Asian Cultural Council (ACC), a fim de apoiar artistas asiáticos emergentes e arrecadou o equivalente a mais de HK$ 135 milhões de dólares.
Em março de 2020, T.O.P doou ₩ 100 milhões de wones para a Hope Bridge Disaster Relief Association, que anunciou que usaria a doação para a compra de suprimentos para as equipes médicas responsáveis pelo combate à pandemia do surto de coronavírus (COVID-19).
Fãs de T.O.P também realizam ações de filantropia, na ocasião de seu aniversário em novembro de 2018, fãs de quatro países da Ásia doaram ₩ 11 milhões de wones (equivalente a $ 9.900 mil dólares) em seu nome a Yongsan Welfare Foundation, com a finalidade de auxiliar os menos afortunados.

### 2022-Saída de T.O.P da agência YG:
T.O.P, um dos integrantes do BIGBANG, também anunciou a sua saída da empresa após 16 anos de contrato exclusivo. "Respeitamos o desejo de T.O.P de ampliar o escopo de suas atividades individuais além de suas promoções com o BIGBANG. Ele chegou a um acordo sobre isso com os outros membros", afirmou a YG

### 2023- Saída do BIGBANG carreira Solo:
T.O.P anunciou através de sua conta oficial no Instagram que não faz mais parte do BIGBANG, icônico boygroup da segunda geração formado pela YG Entertainment no ano de 2006.T.O.P esclareceu de uma vez por todas que sua jornada com o BIGBANG chegou ao fim. Ele confirmou que seu retorno será como artista solo e deixou evidente seu desejo de explorar novas possibilidades em sua carreira.

## Discografia
Álbum de estúdio
- GD&TOP (2010)

## Filmografia

### Filmes
| Ano  | Título                 | Papel                         | Notas                            |
| ---- | ---------------------- | ----------------------------- | -------------------------------- |
| 2008 | Story of Men           | Ele mesmo                     | Participação especial            |
| 2009 | Nineteen               | Seo Jeong-hun                 |                                  |
| 2010 | 71: Into the Fire      | Oh Jang-beom                  |                                  |
| 2011 | Iris the Movie         | Vick                          | Adaptação em filme do drama Iris |
| 2013 | Commitment             | Lee Myeong-hoon / Kang Dae-ho |                                  |
| 2014 | Tazza: The Hidden Card | Ham Dae-gil                   |                                  |
| 2016 | Big Bang Made          | Ele mesmo                     | Documentário                     |
| 2017 | Out of Control         | Tom Young                     |                                  |

### Televisão
| Ano  | Título                              | Papel       | Emissora |
| ---- | ----------------------------------- | ----------- | -------- |
| 2007 | I Am Sam                            | Chae Mu-sin | KBS2     |
| 2009 | Iris                                | Vick        | KBS2     |
| 2010 | Haru: An Unforgettable Day In Korea | Ele mesmo   | -        |
| 2015 | Secret Message                      | Woo-hyun    | CJ E&M   |
| 2024 | Round 6                             | Thanos      | Netflix  |

### Programas de variedades
| Ano       | Emissora | Título                   | Função       | Notas                                         |
| --------- | -------- | ------------------------ | ------------ | --------------------------------------------- |
| 2007-2008 | MBC      | Show! Music Core         | Apresentador | com Sohee e Sunye                             |
| 2008      | MBC      | Come to Play             | Convidado    | com G-Dragon                                  |
| 2008      | SBS      | Kim Jung-eun's Chocolate | Convidado    | episódio 2, com Sung Si-kyung, Gummy e outros |
| 2009      | SBS      | Family Outing            | Convidado    | episódios 34 e 35                             |
| 2011      | KBS      | Star Date                | Convidado    | com G-Dragon                                  |
| 2011      | SBS      | Night After Night        | Convidado    | com G-Dragon                                  |
| 2011      | SBS      | Kim Jung Eun's Chocolate | Convidado    | episódio 130, com G-Dragon                    |
| 2013      | SBS      | Running Man              | Convidado    | episódio 170, com Kim Yoo-jung,               |

### Aparições em vídeos musicais
| Ano  | Título da canção              | Artista      |
| ---- | ----------------------------- | ------------ |
| 2007 | "Hello"                       | Red Roc      |
| 2008 | "I'm Sorry"                   | Gummy        |
| 2008 | "D.I.S.C.O"                   | Uhm Jung-hwa |
| 2008 | "Only Look at Me"             | Taeyang      |
| 2011 | "I'm Sorry" (versão japonesa) | Gummy        |

## Prêmios e indicações
| Ano  | Prêmio                         | Categoria                   | Trabalho indicado      | Resultado | Ref.   |
| ---- | ------------------------------ | --------------------------- | ---------------------- | --------- | ------ |
| 2009 | KBS Drama Awards               | Melhor Ator Revelação       | Iris                   | Indicado  | [ 70 ] |
| 2010 | Grand Bell Awards              | Popularidade Hallyu         | 71: Into the Fire      | Venceu    | [ 71 ] |
| 2010 | Grand Bell Awards              | Melhor Ator Revelação       | 71: Into the Fire      | Indicado  | [ 72 ] |
| 2010 | Korean Film Awards             | Melhor Ator Revelação       | 71: Into the Fire      | Indicado  | [ 73 ] |
| 2010 | Style Icon Awards              | Novo Icone (Filme)          | 71: Into the Fire      | Venceu    | [ 74 ] |
| 2010 | Blue Dragon Film Awards        | Melhor Ator Revelação       | 71: Into the Fire      | Venceu    | [ 75 ] |
| 2010 | Blue Dragon Film Awards        | Prêmio de Popularidade      | 71: Into the Fire      | Venceu    | [ 75 ] |
| 2010 | Max Movie Award                | Melhor Ator Revelação       | 71: Into the Fire      | Venceu    | [ 76 ] |
| 2010 | Asian Film Awards              | Melhor Ator Revelação       | 71: Into the Fire      | Indicado  | [ 77 ] |
| 2011 | Baeksang Arts Awards           | Melhor Ator Revelação       | 71: Into the Fire      | Venceu    | [ 78 ] |
| 2011 | Baeksang Arts Awards           | Prêmio de Popularidade      | 71: Into the Fire      | Venceu    | [ 78 ] |
| 2013 | BIFF Asia Star Awards          | Rookie                      | Commitment             | Venceu    | [ 79 ] |
| 2014 | Baeksang Arts Awards           | Prêmio de Popularidade      | Commitment             | Indicado  | [ 80 ] |
| 2014 | Singapore Entertainment Awards | Vídeo de K-pop Mais Popular | "Doom Dada"            | Indicado  | [ 81 ] |
| 2014 | Rhythmer Awards                | Canção do Ano de Hip Hop    | "Doom Dada"            | Indicado  | [ 82 ] |
| 2015 | Prudential Eye Awards          | Cultura Visual              | Ele mesmo              | Venceu    | [ 42 ] |
| 2015 | Grand Bell Awards              | Prêmio de Popularidade      | Tazza: The Hidden Card | Indicado  | [ 83 ] |

### InkigayodaSBS
| Ano  | Data         | Canção                  |
| ---- | ------------ | ----------------------- |
| 2010 | 6 de abril   | "I'm Sorry" (com Gummy) |
| 2010 | 13 de abril  | "I'm Sorry" (com Gummy) |
| 2011 | 9 de janeiro | "High High" (GD&TOP)    |

### M! CountdowndaMnet
| Ano  | Data           | Canção               |
| ---- | -------------- | -------------------- |
| 2010 | 30 de dezembro | "Oh Yeah" (GD&TOP)   |
| 2011 | 6 de janeiro   | "High High" (GD&TOP) |
| 2015 | 20 de agosto   | "Zutter" (GD&TOP)    |